# سرزمین رخشان
سرزمین رخشان (ژاپنی: 宝石の国 هپبورن: Hōseki no Kuni, به معنی. «کشور جواهرات») یک مجموعه مانگا ژاپنی است که توسط هاروکو ایچیکاوا نوشته و مصورسازی شده است. این مجموعه از ۲۵ اکتبر ۲۰۱۲، توسط کودانشا در ماهنامه افترنون در حال چاپ است و فصل‌های آن تا نوامبر ۲۰۲۲، در دوازده جلد تانکوبون جمع‌آوری شده است. داستان مجموعه در جهانی روایت می‌شود که ساکنان آن را جواهرات (افرادی از جنس سنگ‌های قیمتی و کانی‌ها) تشکیل می‌دهند، و تلاش آن‌ها برای جستجوی مکانی که به آن تعلق دارند و دفاع از شیوهٔ زندگی خود را شرح می‌دهد.
بر پایه نسخه مانگا، یک مجموعه تلویزیونی انیمه سه‌بعدی دوازده قسمتی نیز به کارگردانی تاکاهیکو کیوگوکو و توسط استودیو پویانمایی آرنج دستمایه اقتباس قرار گرفت که بین ماه‌های اکتبر و دسامبر ۲۰۱۷، در شبکه‌های ای‌تی-ایکس، توکیو ام‌ایکس، بی‌اس۱۱، و ام‌بی‌اس پخش شد.

## داستان
رخدادهای داستان در آینده‌ای بسیار دور اتفاق می‌افتد که در آن سیارهٔ زمین شش مرتبه مورد اصابت شهاب‌سنگ قرار گرفته و درنتیجه ویران شده است. تمام سرزمین‌های باقی‌مانده در نهایت به یک ساحل تبدیل شدند، در حالی که تقریباً تمام موجودات زنده نابود شده بودند. با گذشت یک زمان بسیار طولانی، نژاد جدیدی از گونه‌های زنده و دارای ادراک پدید آمدند؛ جواهرات جاودانه‌ای که از نظر ظاهری شبیه به انسان، اما فاقد جنسیت بودند. در دنیایی که در آن اشکال زندگی کریستالی به نام «لاسترس» ساکنانش هستند، هر جواهر منحصر به فردی باید برای شیوهٔ زندگی خود در مقابل تهدید دشمنانشان که تحت عنوان «ماه‌نشینان» نامیده می‌شوند مبارزه کنند. ماه‌نشینان پس از شکست جواهرات از بدن در هم شکستهٔ آن‌ها به عنوان اشیاء تزئینی استفاده می‌کنند. شخصیت اصلی داستان فسفوفیلایت (فوس)، ضعیفترین و یکی از شکننده‌ترین جواهرات با سختی موس ۳٫۵ است که آرزوی پیوستن به نبرد و کمک به دوستانش را دارد و توسط همتایانش بی‌فایده تلقی می‌شود. اما در عوض به او وظیفهٔ تکمیل تاریخ طبیعی دنیا را اختصاص می‌دهند، که از نظر او کار بیهوده و کسل‌کننده‌ای به نظر می‌رسد. اما این وظیفهٔ جدید فوس را با سینابر آشنا می‌کند، جواهری که به دلیل سم قوی موجود در بدنش مجبور است در انزوا زندگی کند و به گشت‌زنی در اطراف جزیره بپردازد.

## شخصیت‌ها
فسفوفیلایت (フォスフォフィライト Fosufofiraito)
صداگذاری شده توسط: تومویو کوروساوا (ژاپنی); سارا ویدنهفت (انگلیسی)
که به اختصار تحت نام فوسو شناخته می‌شود، یکی از ضعیفترین جواهرات با سختی موس ۳٫۵ که برای نبرد مناسب نمی‌باشد و وظیفهٔ درست کردن دانشنامه برای ثبت اطلاعات جدید را دارد.
سینابر (シンシャ Shinsha)
صداگذاری شده توسط: میکاکو کوماتسو (ژاپنی); اِیوری اسمیت‌هارت (انگلیسی)
یک جواهر منزوی با سختی موس ۲ که حتی از فوسو نیز ضعیفتر است، اما دارای سم قدرتمندی در بدنش می‌باشد.
الماس (ダイヤモンド Daiyamondo)
صداگذاری شده توسط: آی کایانو (ژاپنی); ساوانا منتسل (انگلیسی)
یک جواهر خوش قلب و مهربان که حداکثر سختی موس ۱۰ را داراست، با این حال در مقابل حملات دشمنان شکننده است.
بورت (ボルツ Borutsu)
صداگذاری شده توسط: آیانه ساکورا (ژاپنی); جنویو سیمونز (انگلیسی)
جواهری دلهره‌آور از کلاس الماس اما به رنگ تیره که مهارت بالایی در مبارزه دارد و بادوام‌ترین در بین تمامی جواهرات است.
مورگانیت (モルガナイト Moruganaito)
صداگذاری شده توسط: موتسومی تامورا (ژاپنی); اولیویا سوویزی (انگلیسی)
جواهری مغرور که به توانایی‌های جنگی خود بسیار مطمئن است.
گوشنیت (ゴーシェナイト Gōshenaito)
صداگذاری شده توسط: سائوری هایامی (ژاپنی); جولیت سیمونز (انگلیسی)
جواهری دوست داشتنی با حس مسئولیت‌پذیری بالا و همکار مورگانیت.
روتیل (ルチル Ruchiru)
صداگذاری شده توسط: یومی اوچیاما (ژاپنی); شلی کالن-بلک (انگلیسی)
جواهر پزشک که مسئول تعمیر جواهرات دیگر در هنگام شکستن آن‌ها است.
جید (ジェード Jēdo)
صداگذاری شده توسط: آیاهی تاکاگاکی (ژاپنی); Heidi Hinkle (انگلیسی)
جواهری که به عنوان منشی برای استاد کونگو کار می‌کند.
بریل قرمز (レッドベリル Reddo Beriru)
صداگذاری شده توسط: مایا اوچیدا (ژاپنی); کت توماس (انگلیسی)
جواهری که مسئول طراحی و ساخت لباس برای جواهرات دیگر، و همچنین غالباً تغییر مدل موی آن‌ها است.
آمیتیست (アメシスト Ameshisuto)
صداگذاری شده توسط: کانائه ایتو (ژاپنی); ترسا زیمرمان (انگلیسی)
دوقلویی کریستال «۸۴» و «۳۳». جواهرات دوقولو که همیشه در کنار یکدیگر هستند و حتی در حین صحبت و نبرد نیز همزمان عمل می‌کنند. آن‌ها همچنین مهارت بالایی در استفاده از شمشیر دارند.
بنیتوئیت (ベニトアイト Benitoaito)
صداگذاری شده توسط: آری اوزاوا (ژاپنی); الیسا کوئلار (انگلیسی)
جواهری که از گفتن کلمهٔ «نه» به افرادی که از او کمک می‌خواهند عاجز است.
همی مورفیت (ヘミモルファイト Hemimorufaito)
صداگذاری شده توسط: رینا اوئدا (ژاپنی); Aimee Heimbuecher (انگلیسی)
معروف به همی‌مور، یک مبارز و همکار تورمالین هندوانه‌ای.